# Nils Höglander
Nils Höglander (né le 20 décembre 2000 à Bockträsk en Suède) est un joueur professionnel suédois de hockey sur glace. Il évolue au poste d'ailier.

## Biographie

### Carrière en club
Formé au Malå IF, il poursuit son apprentissage dans les équipes de jeunes du Clemensnäs HC, du Timrå IK, et de l'AIK IF. En 2016, il débute en senior dans l'Allsvenskan avec l'AIK IF. Il débute dans la SHL en 2018 avec le Rögle BK. Lors du repêchage d'entrée dans la LNH 2019, il est choisi au deuxième tour, à la quarantième position au total par les Canucks de Vancouver. Le 13 janvier 2021, il marque son premier but au cours de son premier match dans la Ligue nationale de hockey avec les Canucks chez les Oilers d'Edmonton.

### Carrière internationale
Il représente la Suède en sélections jeunes.

## Statistiques

### En club
| Saison     | Équipe               | Ligue       |     | Saison régulière | Saison régulière | Saison régulière | Saison régulière | Saison régulière |   | Séries éliminatoires | Séries éliminatoires | Séries éliminatoires | Séries éliminatoires | Séries éliminatoires |
| Saison     | Équipe               | Ligue       | PJ  | B                | A                | Pts              | Pun              | PJ               | B | A                    | Pts                  | Pun                  |                      |                      |
| 2016-2017  | AIK IF               | Allsvenskan | 24  | 5                | 3                | 8                | 18               | 3                | 0 | 0                    | 0                    | 0                    |                      |                      |
| 2017-2018  | AIK IK               | Allsvenskan | 34  | 3                | 4                | 7                | 6                | 5                | 0 | 1                    | 1                    | 4                    |                      |                      |
| 2018-2019  | Rögle BK             | SHL         | 50  | 7                | 7                | 14               | 22               | 2                | 0 | 0                    | 0                    | 0                    |                      |                      |
| 2019-2020  | Rögle BK             | SHL         | 41  | 9                | 7                | 16               | 39               | -                | - | -                    | -                    | -                    |                      |                      |
| 2020-2021  | Rögle BK             | SHL         | 23  | 5                | 9                | 14               | 33               | -                | - | -                    | -                    | -                    |                      |                      |
| 2020-2021  | Canucks de Vancouver | LNH         | 56  | 13               | 14               | 27               | 16               | -                | - | -                    | -                    | -                    |                      |                      |
| 2021-2022  | Canucks de Vancouver | LNH         | 60  | 10               | 8                | 18               | 24               | -                | - | -                    | -                    | -                    |                      |                      |
| 2022-2023  | Canucks de Vancouver | LNH         | 25  | 3                | 6                | 9                | 6                | -                | - | -                    | -                    | -                    |                      |                      |
| 2022-2023  | Canucks d'Abbotsford | LAH         | 45  | 14               | 18               | 32               | 44               | 6                | 3 | 3                    | 6                    | 18                   |                      |                      |
| 2023-2024  | Canucks de Vancouver | LNH         | 80  | 24               | 12               | 36               | 51               | 11               | 1 | 1                    | 2                    | 2                    |                      |                      |
| Totaux LNH | Totaux LNH           | Totaux LNH  | 221 | 50               | 40               | 90               | 97               | 11               | 1 | 1                    | 2                    | 2                    |                      |                      |

### En équipe nationale
| Année | Compétition                          |   | PJ | B | A  | Pts | Pun | +/-                |  | Résultat |
| 2018  | Championnat du monde moins de 18 ans | 7 | 0  | 0 | 0  | 2   | 0   | Médaille de bronze |  |          |
| 2020  | Championnat du monde junior          | 7 | 5  | 6 | 11 | 27  | +6  | Médaille de bronze |  |          |